# عشای انگلیکان
عشای انگلیکان (انگلیسی: Anglican Communion) یکی از مذاهب مسیحی است که از نظر شمار پیروان در رتبهٔ چهارم قرار دارد. این شاخهٔ مسیحیت در سال ۱۸۶۷ میلادی در لندن (انگلستان) پایه‌گذاری شد و اکنون حدود ۸۵ میلیون نفر پیروان آن هستند. این شاخهٔ مسیحیت جزئی از کلیسای انگلستان است و مبانی آن در دکترین انگلیکان (نوشته شده در ۱۵۷۱ میلادی) ریشه دارد. اسقف اعظم کانتربری در این مذهب نقش محوری دارد و با عنوان «اولی بین برابرها» شناخته می‌شود، اما او بر کلیساهای انگلیکانی که خارج از کلیسای انگلستان هستند نفوذی اعمال نمی‌کند.